# Threnetes
Threnetes é um género de beija-flor da família Trochilidae.
Este género contém as seguintes espécies:
- Threnetes leucurus (Linnaeus, 1766) - Balança-rabo-de-garganta-preta, Eremita-barbudo-oriental, Beija-flor-de-cinta
- Threnetes niger (Linnaeus, 1758) - Balança-rabo-escuro
- Threnetes ruckeri  (Bourcier, 1847) -  Balança-rabo-de-banda-caudal,  eremita-barbudo-ocidental